# Cryptoblepharus eximius
Espèce
Cryptoblepharus eximius est une espèce de sauriens de la famille des Scincidae.

## Répartition
Cette espèce est endémique des Fidji.

## Publication originale
- Girard, 1858 "1857" : Descriptions of some new Reptiles, collected by the US. Exploring Expedition under the command of Capt. Charles Wilkes, U.S.N. Fourth Part. Proceedings of the Academy of Natural Sciences of Philadelphia, vol. 9, p. 195-199 (texte intégral).